# Freie Wirtschaftszone Kaunas

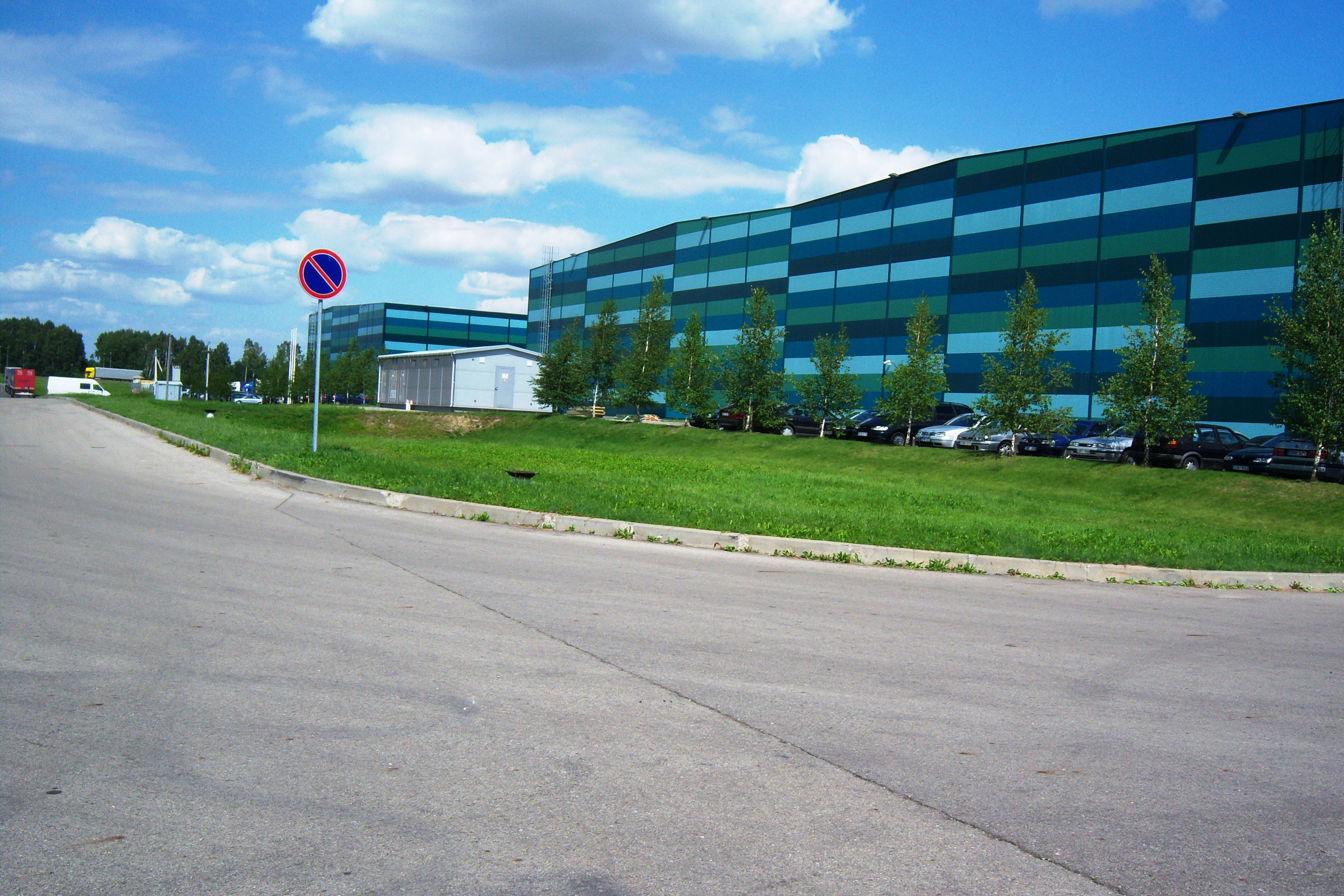

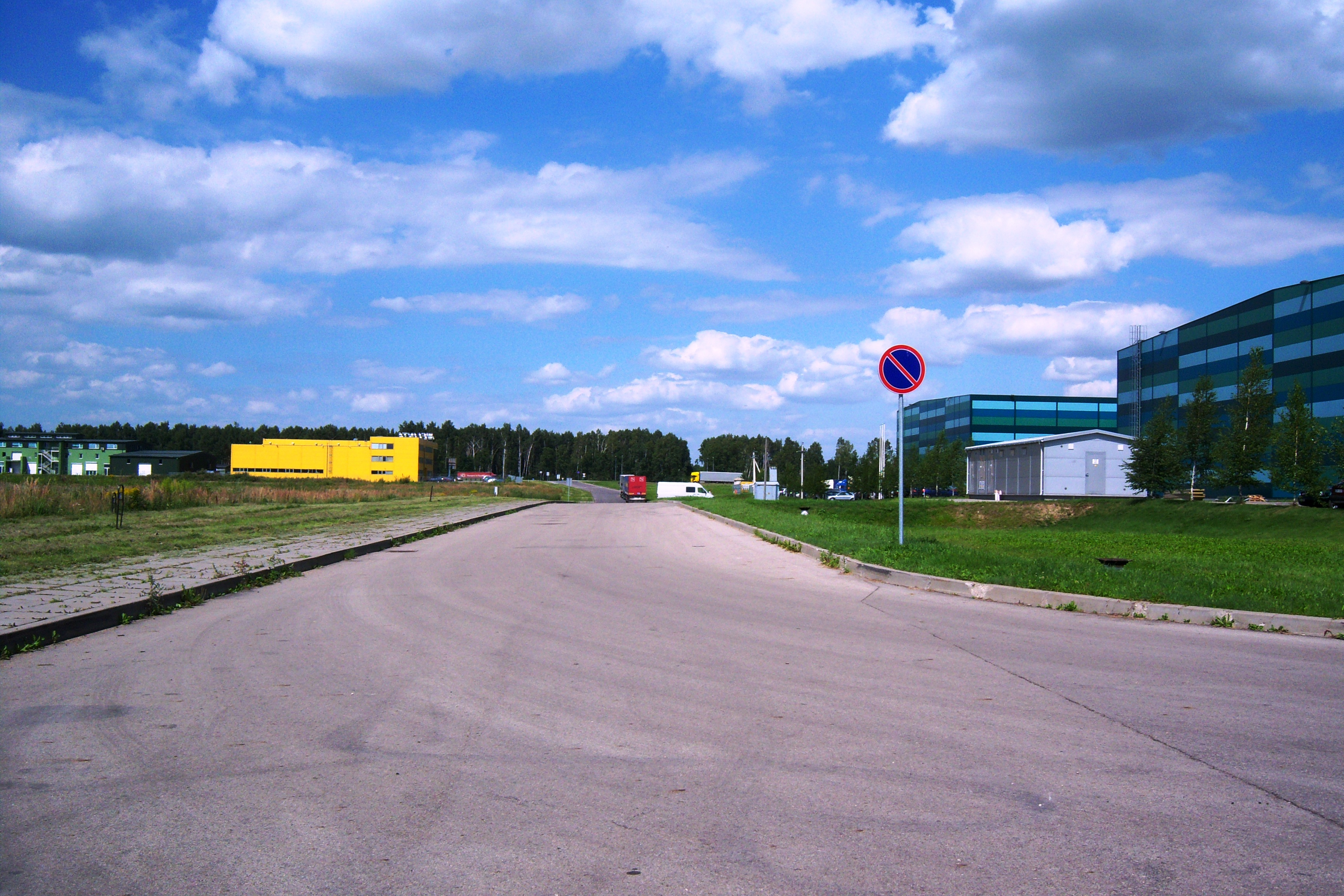

Die Freie Wirtschaftszone Kaunas (lit. Kauno laisvoji ekonominė zona) ist ein abgegrenztes Gebiet von 534 ha innerhalb der Rajongemeinde Kaunas in Litauen, für das rechtliche und administrative Erleichterungen für Investoren bestehen (Sonderwirtschaftszone).  Die Zone wurde Oktober 1996 südlich von Ramučiai, an den Magistrallandstraßen A6 (Kaunas–Zarasai–Daugpilis) und A1 (Vilnius–Kaunas–Klaipėda) in Biruliškiai (Amtsbezirk Karmėlava) errichtet.
Sie bietet den Steueranreiz  (Steuervorteil: 16 Jahre)   für Produktion, Lagern und andere Tätigkeitsgebieten. Ein Unternehmen ist ertragssteuerfrei, wenn es mehr als 1 Mio. Euro für eine Frist von 6 Berichtszeiträumen investiert. Die nächsten 10 Berichtszeiträume macht die Steuergröße 50 % aus (die Gildesteuer in Litauen bildet nur 15 %).

## Zonen
Die Freie Wirtschaftszone Kaunas hat drei Zonen: Logistik und Produktionsterritorium, Wirtschaftsstraße und Luftpark (Verbindung mit Flughafen Kaunas).